# Mario Giacinto Peracca
Il conte Mario Giacinto Peracca (Torino, 21 novembre 1861 – Torino, 23 maggio 1923) è stato un erpetologo italiano.

## Biografia
Scopre la zoologia con il padre, un ornitologo dilettante. Cominciò a studiare Medicina presso l'Università degli Studi di Torino, ma la sua passione per la zoologia lo appassiona sempre di più. Così, consegue la laurea sotto la direzione di Michele Lessona nel 1886. Diventato suo assistente, entra a far parte dell'Istituto di Zoologia dell'Università torinese. Fino al suo pensionamento nel 1920, si occupò delle collezioni erpetologiche, che arricchì notevolmente con l'acquisto di altre collezioni o attraverso scambi con altre istituzioni, o donando esemplari allevati in cattività. Presso le sue abitazioni (in via Sant'Anselmo a Torino e nella borgata "Castelletto Rosso" a Chivasso) installò grandi terrari dove allevò rettili e anfibi, tra cui salamandre di grandi dimensioni, successivamente entrati a far parte della collezione erpetologica dell'Università di Torino.  In particolare importò animali da tutto il mondo, anche attraverso famosi commercianti dell'epoca, come il londinese Charles Jamrach.
Nel corso della sua carriera ha descritto 22 specie di anfibi (14 delle quali sono tuttora ritenute valide) e 52 specie di rettili (26 tuttora valide).
Le specie Anolis peraccae, Lepidoblepharis peraccae, Spinomantis peraccae, sono state dedicate al suo nome.

## Alcune opere
- Peracca M.G., 1893. Descrizione di nuove specie di rettili e anfibi di Madagascar. - Boll. Musei Zool. Anat. Comp. R. Univ. Torino, 156: 1-16 (testo integrale)
- Peracca M.G., 1895. Viaggio del dott. Alfredo Borelli nella Repubblica Argentina e nel Paraguay. - Boll. Musei Zool. Anat. Comp. R. Univ. Torino, 195: 1-32.
- Peracca M.G., 1896. Rettili e anfibii raccolti nel Darien ed a Panama dal dott. E. Festa. - Boll. Musei Zool. Anat. Comp. R. Univ. Torino, 253: 1-12.
- Peracca M.G., 1897. Viaggio del Dott. Alfredo Borelli nel Chaco boliviano e nella Repubblica Argentina. Rettili ed Anfibi. - Boll. Zool. Anat. Comp. R. Univ. Torino, 274: 1-19.
- Peracca M.G., 1898. Descrizione di una nuova specie di amfibio del Gen. Xenopus WAGL. dell'Eritrea. - Boll. Mus. Zool. Anat. comp. Univ. Torino, 13 (321): 1-4.
- Peracca M.G., 1889. Intorno all'acclimatamento di alcune specie di Batraci Urodeli e Anuri in Italia. - Boll. Musei Zool. Anat. Comp. R. Univ. Torino, 62 (4): 1-4.
- Peracca M.G., 1904. Viaggio del Dr. A. Borelli nel Matto Grosso brasiliano e nel Paraguay, 1899. - Boll. Zool. Anat. Comp. R. Univ. Torino, 460: 1-15.
- Peracca M.G., 1904. Viaggio del Dr. Enrico Festa nell'Ecuador e regioni vicine. - Boll. Zool. Anat. Comp. R. Univ. Torino, 465: 1-41.

| Peracca è l'abbreviazione standard utilizzata per le specie animali descritte da Mario Giacinto Peracca. Categoria:Taxa classificati da Mario Giacinto Peracca |